# Мадагаскарська операція
Мадагаскарська операція (англ. Battle of Madagascar, фр. Bataille de Madagascar) — військова кампанія Збройних сил Британської імперії в період з 5 травня по 6 листопада 1942 з метою окупації контрольованої урядом Віші французької колонії Мадагаскар та недопущення розгортання на ньому військово-морських баз Імперського Японського ВМФ з метою порушення систем морських комунікацій союзників в акваторії Індійського океану.

## Передумови
Під час німецького наступу у Північній Африці гостро стояла проблема забезпечення військ. В той час, коли країнам Осі було потрібно 3 дні, щоб доставити вантажі в Північну Африку, британські кораблі були змушені здійснювати перехід навколо Мису Доброї Надії тривалістю 3 місяці.
Після того, як Японія вступила у війну, частково знищила Східний флот і розпочала бойові дії в Індійському океані, для Британії виникла загроза, що держави Осі створять на Мадагаскарі військову базу. З цієї бази німецькі або японські військово-морські чи військово-повітряні сили могли би не тільки загрожувати Індії, але й діяти проти конвоїв, що йшли в Єгипет навколо Африки.
Мадагаскар у той час належав Франції, але британці не довіряли уряду Віші, особливо після візиту адмірала Дарлана в Німеччину та фактичної здачі Індокитаю японцям. Тому британці вирішили захопити острів.

## Хід операції
Для проведення операції були залучені кораблі зі З'єднання Н: авіаносці «Іластріас» та «Індомітебл», лінкор «Раміліз», крейсери «Герміона» та «Девоншир», 11 есмінців, 8 корветів, 15 транспортних та десантних кораблів, а також низку менших кораблів.
Опанування островом розпочалося 5 травня з операції «Айронклад», захоплення морського порту в Діего Суарез на північному краї Мадагаскару. Спочатку операція просувалась невдало, допоки 50 британських морських піхотинців атакували противника з флангу та прорвали оборону. За декілька днів Діего Суарез опинився в руках британців.
Подальші військові дії, які проводилися в ході операції «Стрімлайн Джейн» були розпочати по всьому острову 10 вересня 1942 року. Були захоплені Маджунгу і Тананаріве. Бойові дії закінчилися підписанням перемир'я 6 листопада.
Коли чиновники вішістського уряду були вигнані, місцеве населення повністю перейшло на сторону союзників.
Верховним комісаром Мадагаскару був призначений генерал Вільної Франції Поль Лежентильомм (фр. Paul Legentilhomme).

## Наслідки
Мадагаскарська операція була першою великою операцією союзників під час Другої світової війни, де були залучені сухопутні, морські та повітряні сили. Захоплення Мадагаскару убезпечило шляхи постачання в Північну Африку.